# Састав колоне бушаћег алата
Састав колоне бушаћег алата (“Drilling String”) је битан фактор у ротирајућем систему бушења и представља спој између бушаћег постројења и длета за бушење.

## Намена колоне бушаћег тела
Основна намена колоне бушаћег алата у каналу бушотине је да:
⦁ Преноси ротацију од бушаћег постројења на длето;
⦁ Омогућава циркулацију флуидом (исплаке) од бушаћег постројења до длета и од длета до површине;
⦁ Омогући спуштање и вађење длета;
⦁ Омогући примену жељеног оптерећења на длето.

Такође, колона бушаћег алата у бушотини има и специјалне намене као што су:
⦁ Стабилизација састава алата на дну бушотине у циљу одржавања захтеваног отклона канала бушотине и минимизирања вибрација и поскакивања длета на дну;
⦁ Омогућавање тестирања продуктивног слоја у бушотини кроз колону бушаћег алата;
⦁ Дозвољава каротажна мерења кроз бушаћи алат, када се класичне апаратуре за мерење бушотине не могу спустити у отворену бушотину.
Колона бушаћег алага састоји се из следећих елемената:
⦁ Радна шипка (“Kelly”);
⦁ Бушаће шипке (“Drill Pipe”):
⦁ Класичне бушаће шипке;
⦁ Тешке бушаће шипке (“Heavy Weight Drill Pipe”);
⦁ Састав алата на дну бушотине (“Bottom Hole Assembly-BHA”):
⦁ Тешке шипке (“Drill Collars”);
⦁ Стабилизатори (“Stabilizers”);
⦁ Амортизер удара или вибрација (“Shock Absorber”);
⦁ Ударачи, тј. избијачи (“Jar”);
⦁ Прелаз на длето (“Bit Sub”); 

## Радна шипка
Намена радне шипке је преношење снаге, односно обртног момента са вртаћег стола на бушаће шипке, као и спровођење тока исплаке од исплачне главе до бушаћих шипки.
Радна шипка представља и најоптерећенији део састава колоне бушаћег алата. Израђује се од високо квалитетног хром-молибденског челика поступком ковања, или машинским поступком, термички ојачаног каљењем и отпуштањем.
У широј примени су две врсте радних шипки:
⦁ квадратног пресека;
⦁ шестоугаоног пресека.
Стандардна API радна шипка, четвороугаона или шестоугаона дугачка је 12,2 m.
Доступна је и опциона дужина од 16,5 m.
На већини бушаћих постројења се користи радна шипка дужине 12,2 m.

## Бушаће шипке
Енергија потребна за разрушавања стена на дну бушотине преноси се преко бушаћих шипки са површине на дно. Тако значајна функција бушаћих шипки у процесу бушења намеће посебне захтеве у погледу отпорности грађе, димензија и конструкције. То су бешавне цеви са ојачањем на крајевима, израђене од челика са максимално 0,04% сумпора.
Бушаће шипке представљају и најдужу секцију колоне бушаћег алата, јер састав алата на дну бушотине (BHA) уобичајено није дужи од 300 m. 
Сваки комад бушаће шипке састоји се из тела и две спојнице, са одговарајућим спољашњим и унутрашњим навојем, које служе за спајање бушаћих шипки.
У току рада у каналу бушотине, бушаће шипке су под следећим утицајем:
⦁ Аксијалног оптерећења услед сопствене тежине и тежине састава алата на дну бушотине (BHA);
⦁ радијалног оптерећења;
⦁ Торзионог момента услед ротације;
⦁ цикличне промене оптерећења услед клаћења система, а посебно када канал бушотине има нагле промене нагиба, тј. отклона од вертикале
Бушаће шипке дефинишу се следећим елементима:
⦁ спољашњим пречником и тежином;
⦁ квалитетом (“Grad”);
⦁ класом;
⦁ дужином;
⦁ ојачањима на крајевима цеви;
⦁ спојницом.

## Тешке бушаће шипке
Тешка бушаћа шипка има спољашњи пречник исти као и класична бушаћа шипка, али зато располаже са много већом дебљином зида, чине се остварује 2-3 пута већа тежина по јединици дужине. По средини тела цеви налази се ојачање, тј. задебљање истог спољашњег пречника као и спојнице. То централно ојачање, тј. задебљање има улогу стабилизатора, а уједно и смањују трошење тела цеви. Такође, са централним задебљањем се остварује мањи контакт цеви са зидом бушотине, а тиме се и смањује могућност прихвата алата услед диференцијалног притиска.
Тешке бушаће шипке се све више употребљавају при изради бушотина, због следећих предности:
⦁ Смањују цену коштања бушења, јер елиминишу оштећења бушаћих шипки у транзитној зони, тј. у делу секције класичних бушаћих шипки које се налазе одмах изнад тешких шипки;
⦁ Са њима се може повећати капацитет бушења малих бушаћих постројења, тј. повећати дубина бушења јер се може смањити број тешких шипки у колони бушаћег алата;
⦁ Код косо-усмереног и хоризонталног бушења смањују торзију у каналу бушотине и повећавају тенденцију измене угла бушотине.

## Састав алата на дну бушотине
Алат на дну бушотине, који обично није дужи од 300 m, састоји се од следећих компоненти:
⦁ тешких шипки; 
⦁ стабилизатора; 
⦁ амортизера удара или вибрација;
⦁ ударача, тј. избијача;
⦁ прелаза.

### Тешке шипке
Тешке шипке су најважнија компонента састава алата на дну бушотине са следећом наменом:
⦁ Остварују оптерећење на длето;
⦁ Представљају део састава алата изложеног извијању;
⦁ Смањују вибрације и одскакање длета по дну бушотине;
⦁ Одржавају задани правац бушотине осталих алата на дну бушотине.
Тешке шипке су бешавне челичне цеви са повећаним спољашњим и смањеним унутрашњим пречником у односу на пречнике бушаћих шипки. У колону бушаћег прибора постављају се између длета и бушаћих шипки у циљу да концентрација оптерећења на длето буде смештена непосредно изнад длета у што краћем интервалу колоне бушаћег алата.
У процесу израде бушотине, дужина колоне тешких шипки одређује се тако да се 80-85% њихове тежине у исплаки користи за давање оптерећења на длето, а остали део колоне тешких шипки подвргнут је оптерећењу на истезање. При томе се неутрална тачка комплетног састава колоне бушаћег алата налази у низу тешких шипки.
Тешке шипке су дуге 9,1 m или 9,4 m. Израђене према  API спецификацији у распону пречника од 73,03 до 304,8 mm. Тешка шипка дуга 9,1 m и пречника 153,4 mm тешка је око 1360 kg. Десет оваквих спојених шипки ће имати тежину од 13610 килограма. Потребно оптерећење на длето за ефикасно бушење знатно варира и зависи од типа длета и врсте формације која се буши. Поред тога, 13610 килограма је добар пример потребног оптерећења на длето.

### Избор тешких шипки у бушотини
Тешке шипке су прва секција колоне бушаћег алата која се бира, јер изабране дужине и тежине тешких се укључују код избора, тј. пројектовања бушаћих шипки.
Избор тешких шипки заснива се на деловању исплаке у статичким условима, а примењују се две методе:
⦁ Метода потиска (“Bouyancy factor method”);
⦁ Метода притисак-површина (“Pressure-area method”);

### Стабилизатори
Бушење вертикалне, косо-усмерене, или хоризонталне бушотине захтева употребу одговарајућег алата-стабилизатора, уграђених изнад длета и на одређеној дужини у доњем делу тешких шипки. Задатак стабилизатора распоређених на одређеном месту у доњем делу тешких шипки је да врши контролу трајекторије бушотине да би се остварио одређени циљ: вертикална, косо-усмерена или хоризонтална бушотина под тачно одређеним, задатим угловима.
Најшире примењивани састави алата на дну бушотине, при изради вертикалних бушотина, у зависности од распореда стабилизатора подразумевају:
⦁ Технику клатна (“Pendulum Technique”); 
⦁ Технику круте стабилизације (“Packed Hole”).

### Ублаживач удараца или вибрација
Амортизер удара или вибрација користи се приликом бушења чврстих кавернозних и нехомогених формација у којима се бушаћи алат и длето изложени јаким вибрацијама односно осцилацијама у смеру осе прибора. Вибрације настају услед поскакивања длета на дну бушотине или ротације бушаћих шипки у опсегу критичних брзина. Услед вибрације настају велике динамичке силе (двоструко веће од оптерећења на длето), тако да ови удари могу проузроковати ломове бушаћих и тешких шипки, ломове резних елемената длета чиме се смањује радни век длета.
Оптимална уградња амортизера удара је непосредно изнад длета (код круте стабилизације 3 m од длета) чиме се остварује непрекидни контакт резних елемената длета са дном бушотине, што омогућава повећање оптерећења на длето, а самим тим и повећање механичке брзине бушења.

### Ударач (избијач)
У фази бушења, ударач се уграђује у колону бушаћег алата на дну бушотине са задатком да ударним дејсвтом, како навише тако и наниже, омогући ослобађање длета или других алата у случају заглаве. Ударним деловањем, непосредно после заглаве, у циљу ослобађања алата могу се спречити велики трошкови инструментације, тј. спасавања заглављених алатки.

### Прелази
Прелази се, за разлику од спојница, примењују за спајање два различита алата за бушење који имају различите стандардне типове навоја, или различите пречнике. Обично се употребљавају при спајању длета и тешке шипке, тешке шипке и стабилизатора, тешке шипке и бушаће шипке, бушаће шипке и радне шипке, радне шипке и исплачне главе и др.